# クイーンズ・ギャンビット (ドラマ)
『クイーンズ・ギャンビット』（原題: The Queen's Gambit）は、冷戦期を舞台にチェスの天才少女を描く、2020年のNetflix配信ドラマである。原作はウォルター・テヴィスによる同名の小説『クイーンズ・ギャンビット』（日本語では新潮社より小澤身和子訳で2021年6月に刊行）。スコット・フランクが全話の脚本と監督を担当し、アラン・スコットとともにプロデュースも手がけている。
2020年10月23日よりNetflixにて全7話が一挙配信され、最初の28日間で6,200万世帯が視聴し、Netflixの限定脚本シリーズで最大視聴数を記録し、63か国でNetflix視聴ランキング1位、92か国でトップ10入りを果たした。
なお、タイトルのクィーンズ・ギャンビットとはチェスのオープニングの技のひとつで、先手の白のプレーヤーがクィーンで盤面中央を支配し戦略的優位を得るために試合開始早々ポーンを犠牲にすることであり、この物語のメタファーである。

## あらすじ
物語は、1950年代後半の冷戦時代のアメリカから始まる。
当時、チェスを国民に推奨していたソ連では、多くの国民がチェスを愛好しており、チェスの世界選手権ではソ連の独占状態が続いていた。冷戦下のアメリカとソ連の二か国間において、チェスは「米ソの頭脳決戦」と言われるほど社会的に注目される競技であった。

### 第1話「オープニング」
9歳の少女エリザベス・ハーモン (ベス)は、交通事故で母親を失ったことから孤児院に入れられてしまう。そこでは日常的に、精神安定剤を子どもたちに与えており、ベスは「緑の錠剤」の依存症になっていく。
ある日、同級生の黒人少女ジョリーンを除いて生徒とも教師とも馴染めないベスは、ひとり地下室で用務員の老人シャイベルが興じるチェスに興味をそそられ、彼からチェスの手ほどきを受ける。
数年が過ぎ、圧倒的なチェスの実力をつけたベスのために、シャイベルは高校のチェスクラブの責任者に引き合わせる。才能が認められたベスは、高校のチェス部員たちと「多面打ち」をして、瞬く間に全員を打ち破ってしまう。
その後、精神安定剤を子供に与えることが禁止され、薬に依存していたベスは、映画観賞会から抜け出して医務室に忍び込み、「緑の錠剤」を過剰摂取して倒れてしまう。教師たちに見つかってしまったベスは、しばらくチェスに興じるをことを禁止されてしまう。

### 第2話「エクスチェンジ」
14歳のベスは、ウィートリー夫妻に引き取られることになる。豪華な家具の部屋を与えられたものの、家族とはギクシャクした関係で、大好きなチェスができず、同級生たちとも仲良くできない日々が続く。
しばらくして養父たちが離婚することになり、ベスと暮らすことになった義母アルマとの生活は困窮してしまう。好きなチェスを指すために、そして義母との生活をしていくために、ベスはチェスの州コンテストに参加しよう決め、参加費の5ドルを賄うため、シャイベルに手紙を出して5ドルを貸してもらう。その頃からベスは、義母の「精神安定剤」を盗んで飲むようになる。
高額賞金を目指すベスは、上級者の出場する「オープン大会」に出場することを選択する。またたく間に女性参加者に勝利したベスは、次々と参加者たちに勝利していき周囲を驚かせる。レーティング1800を超えるプレイヤーや、州チャンピオンのベルティックを倒したベスは、賞金の100ドルを獲得する。

### 第3話「ダブルポーン」
ベスは、チェスの天才少女として一躍マスコミの注目を浴びる。義母アルマは、ベスがチェス大会で大金を稼げると分かると積極的に協力するようになり、学校を仮病で休ませてマネージャーを務めるようになる。
時は流れて1966年。ラスベガスの全国大会に出場したベスは、見目麗しいレディーに成長して男たちの目を引きつけ、チェス界でも名の知れたトッププレイヤーとなっていた。連勝を続けるベスだったが、決勝で優勝候補ベニーと対決し初めて敗北する。

### 第4話「ミドルゲーム」
メキシコ大会に出場したベスは、ロシアの強豪ボルコフと対決するが敗れ去る。そして、それまで病気がちであった養母のアルマが、突然ホテルで亡くなり、義父も頼りにならず天涯孤独となったベスは、再び薬物に頼るようになる。

### 第5話「フォーク」
傷心のベスの元にベルティックが現れ、二人は同棲を始める。しかし、ベスの才能についていけないベルティックは彼女の元を離れる。
全米大会に出場したベスは、かつて自分を負かしたベニーと再戦し勝利する。ベスはロシアで開かれる国際大会への出場が認められる。ベニーはベスのコーチ役を買って出る。

### 第6話「中断」
パリの国際試合に参加したベスは、決勝へと勝ち進む。しかし、知人に誘われて決勝前夜に飲酒した影響から試合に遅刻してしまい、大幅に持ち時間を失いボルコフに敗れてしまう。
自身の不注意から敗北したショックに、帰国したベスはベニーとの連絡も絶ち、酒に溺れる日々を過ごす。再会した養父から自宅を明け渡すよう要求されたベスは、彼と縁を切り、わずかな貯金をはたいて自宅を買い取る。
ある日、養護施設でのかつての親友ジョリーンがベスの元を訪れる。ベスにチェスを教えてくれた用務員の老人シャイベルが亡くなり、葬儀に出席しないかと誘いに来たのだ。ジョリーンは大学に進学しており、今は弁護士を目指しており、2人は旧交を温める。

### 第7話「エンドゲーム」
シャイベルの葬儀に出席するために養護施設を訪れたベスは、彼が別れた後も自分の事をずっと気にかけてくれていた事を知る。宗教団体からの支援を断ったベスは、資金難によりロシア行が困難になるが、ジョリーンは法律家になるために貯めていた学費を「ソ連への旅費」としてベスに貸す。
モスクワ大会へと参加したベスは順調に勝ち進み、決勝でボルコフと対決する。対決は翌日へと持ち越される。翌朝、ベスの元にベニーから国際電話がかかってくる。ベルティックらベスのチェス仲間が集まり、棋譜の研究をしていたのだ。彼らのアドバイスを胸にベスは勝負に臨み、ボルコフの一手が彼らの予想を超えたにもかかわらず、ベスは勝利をおさめる。
帰国前にロシアの公園をベスが散歩していると、そこでは老人たちがチェスに興じていた。若き世界チャンピオンがいることに気付いた彼らは、ベスを取り囲んで握手を求める。老人の一人とチェスを始めようとしたところで、物語は終わりを告げる。

## 登場人物

### 主人公とその家族
ベス・ハーモン（Beth Harmon）
演 - アニャ・テイラー＝ジョイ
自らを安定させるための薬物とアルコールへの増していく依存を隠しながら、世界で最も偉大なチェスプレーヤーになりたいという願望に突き動かされて、男社会でもあるチェスの世界で頭角を現していく女性。孤児の身から、さまざまな経験を経て、大きく成長していく。
若きベス・ハーモン：イスラ・ジョンストン/Isla Johnston
5歳のころのベス・ハーモン：アナベス・ケリー/Annabeth Kelly
アリス・ハーモン（Alice Harmon）
演 - クロエ・ピリー
ベスの亡くなった母親。ときどきフラッシュバックでのみ思い出される。コーネル大学で数学の博士号を取得したが、その後、精神的な不調をきたしてしまう。
ベスの父親
演 - Sergio Di Zio/セルジオ・ディ・ジオ
ベスの母親アリスを精神的な不調から救おうと努力したが、拒絶され、二人から離れていった。

### メスーエン養護施設
ウィリアム・シャイベル（William Shaibel）
演 - ビル・キャンプ
メスーエン養護施設の用務員でありながらも、経験豊富なチェスプレーヤーとしての顔も持つ。地下室にて独りでチェスを指していたところ、偶然ベスと出会い、ベスにチェスのプレイ方法を教えることになる。
ジョリーン（Jolene）
演 - モージス・イングラム
メスーエン養護施設で出会い、ベスの最も親しい幼なじみとなるアフリカ系アメリカ人の女性。養護施設では反抗的な態度で先生方を困らせている。
ヘレン・ディアドーフ先生（Helen Deardorff）
演 - クリスティアン・サイデル
メスーエン養護施設の施設長。
ロンズデール先生（Miss Lonsdale）
演 -  レベッカ・ルート
メスーエン養護施設の礼拝堂で牧師兼合唱団長を務める。礼儀作法も教えている。
ファーガソン先生（Mr. Fergusson）
演 - Akemnji Ndifornyen
メスーエン養護施設で、少女たちに国が義務付けた“ビタミン剤”と称する赤と緑の錠剤の管理を行っている看護助手。

### ウィートリー家
アルマ・ウィートリー（Alma Wheatley）
演 - マリエル・ヘラー
夫のオールストンと一緒に10代のころのベスを養子として受け入れ、後にベスのチェスでのマネージャーを務めることになる女性。アルマの実の子どもはベスの養子縁組の前に亡くなっている。徐々にアルコールに依存するようになり、その姿はベスに影響を及ぼすこととなる。
オールストン・ウィートリー（Allston Wheatley）
演 - パトリック・ケネディ
アルマの夫であり、ベスの養父。

### 米国のチェスプレーヤー
ハリー・ベルティック（Harry Beltik）
演 - ハリー・メリング
チェスの州チャンピオン。ベスにとっての最初のトーナメントで打ち負かした相手。その後、苦境に陥ったベスを助けることになる。
タウンズ（Townes）
演 - ジェイコブ・フォーチューン＝ロイド
ベスが報われない愛を育むことになる仲間のチェスプレーヤー。
ベニー・ワッツ（Benny Watts）
演 - トーマス・ブロディ＝サングスター
米国のチェス王者であり、ベスの前に立ちふさがる競争相手の1人。後にメンター、そして、友人となる生意気な青年。
アネット・パッカー（Annette Packer）
演 - Eloise Webb/エロイーズ・ウェッブ
ベスの公式戦での最初の対戦相手。何も知らない彼女に公式戦でのルールを教えた。
マット（Matt）
演 - Matthew Dennis Lewis/マシュー・デニース・ルイス
ベスの最初の公式戦で、マイクとともに登録員を務め、彼女の友だちになる双子の兄弟。
マイク（Mike）
演 - Russell Dennis Lewis/ラッセル・デニス・ルイス
ベスの最初の公式戦で、マットとともに登録員を務め、彼女の友だちになる双子の兄弟。
アーサー・レベルトフ（Arthur Levertov）
演 - Max Krause/マックス・クラウス
ベスのトレーニングを手伝うベニーの友人であり、グランドマスターでもあるチェスプレーヤー。
ヒルトン・ウェクスラー（Hilton Wexler）
演 - Ryan Wichert/ライアン・ヴィヒャルト
ベニーの友人であり、チェスプレーヤーとしても強い。チェス・プロブレムの愛好家でもある。

### ソ連のチェスプレーヤー
ヴァシリー・ボルゴフ（Vasily Borgov）
演 - Marcin Dorociński/マルチン・ドロチンスキ
ソ連のチェス世界チャンピオン。ベスが何度も戦うこととなる、最強のチェスプレーヤー。
ゲオルギ・ギレフ（Georgi Girev）
演 - Louis Ashbourne Serkis/ルイ・アシュボーン・セルキス
13歳のソビエトのチェスの天才。ベスと対戦し、5時間以上の激闘を繰り広げる。
ルチェンコ（Luchenko）
演 - Marcus Loges/マーカス・ローゲス
ベテランの元世界チェスチャンピオンであり、モスクワでの試合で、ボルコフの前に戦う相手。

### その他
ガンツ氏（Mr. Ganz）
演 - Jonjo O'Neill/ジョンジョ・オニール
地元のダンカン高校でチェスクラブのコーチをしている。シャイベルさんの知り合い。ベスの腕前に舌を巻き、クラブでの12人同時対局のため、彼女を高校に招待する。
マーガレット（Margaret）
演 - Dolores Carbonari/ドロレス・カルボナリ
ベスの同級生。当初は、ベスを毛嫌いしてたが、彼女が有名になるにつれ、不仲ではなくなった。
ボルゴフの妻
演 - Janina Elkin/ヤニナ・エルキン
ボルゴフの妻で、彼の通訳も務める。
ブース氏（Mr. Booth）
演 - John Schwab/ジョン・シュワブ
モスクワでボルコフと戦うベスのために、アメリカ国務省から派遣された彼女の世話人。
クレオ（Cleo）
演 - Millie Brady/ミリー・ブレイディ
ベニーと気軽な関係を持っていたフランス人モデル。チェスのことはわからないが、ベスとはすぐに親しくなる。
エド・スペンサー（Ed Spencer）
演 - Bruce Pandolfini/ブルース・パンドルフィーニ
トーナメントディレクター。

## 日本語吹替
| 役名                     | 俳優                               | 日本語吹替 |
| ------------------------ | ---------------------------------- | --- |
| ベス・ハーモン           | アニャ・テイラー＝ジョイ           | 伊瀬茉莉也 |
| ベス・ハーモン（幼少期） | アイラ・ジョンストン               | 伊瀬茉莉也 |
| アリス・ハーモン         | クロエ・ピリー                     | 岡本沙保里 |
| シャイベル               | ビル・キャンプ                     | 手塚秀彰 |
| ジョリーン               | モーゼス・イングラム               | 和優希 |
| ヘレン・ディアドーフ     | クリスティアン・サイデル           | 恒松あゆみ |
| ロンズデール             | レベッカ・ルート                   | 斎賀みつき |
| アルマ・ウィートリー     | マリエル・ヘラー                   | まつだ志緒理 |
| ハリー・ベルティック     | ハリー・メリング                   | 小田柿悠太 |
| タウンズ                 | ジェイコブ・フォーチューン＝ロイド | 田所陽向 |
| ベニー・ワッツ           | トーマス・ブロディ＝サングスター   | 関雄 |
| クレオ                   | ミリー・ブレイディ                 | 石井未紗 |
| その他                   | N/A                                | 祐仙勇 後藤光祐 岡本幸輔 滝知史 きそひろこ 川上ひろみ 泊明日菜 三上由理恵 中井美琴 伊藤有希 松浦義之 岡哲也 石住昭彦 三重野帆貴 鵜澤正太郎 森田了介 酒巻光宏 荘司勝也 吉富英治 佐々木啓夫 こばたけまさふみ 梅津秀行 峰かずこ |
| 日本語版スタッフ         |                                    | |
| 演出                     | 麦島哲也                           | |
| 翻訳                     | 平井かおり                         | |
| 日本語字幕               | 高橋百合子                         | |
| チェス監修               | 篠田太郎                           | |
| 調整                     | 池田知佳                           | |
| 録音                     | 中西一仁                           | |
| 制作進行                 | 柴山司                             | |
| スタジオ                 | HALF H・P STUDIO                   | |

## 製作

### 製作
2019年3月19日、 Netflixは、制作サイドに6つのエピソードからなるシリーズの制作を依頼した。そして、アラン・スコットと一緒に制作したスコット・フランクが監督を務めることになった。カルロス・ラファエル・リベラが挿入曲を担当した。

### キャスティング
制作開始の発表と並行して、アニャ・テイラー＝ジョイが主演することになったことが発表された 。2020年1月、モージス・イングラムがキャストに加わったことが発表された。初演日の発表の際、ビル・キャンプ、トーマス・ブロディ＝サングスター、ハリー・メリング、マリエル・ヘラーが出演することが発表された。

### 撮影
主要撮影は、オンタリオ州ケンブリッジで2019年8月に開始された。撮影はベルリンでも行われた。

## 影響
玩具メーカーのスピンマスターは、クイーンズ・ギャンビットが公開されて以降、チェス関連の製品の売上が3桁増加したと発表した。
EC企業のeBayは、チェスセットを含む関連製品の売上が215%増加したと発表した。
チェス対局サイトのLichessは、公開日以降、1日のピーク時のプレーヤー数が大幅に増加していると発表した。
同じくチェス対局サイトのChess.comでは、新規プレイヤーが5倍に増加した。

## 受賞
第73回プライムタイム・エミー賞では、作品賞リミテッドシリーズ/アンソロジーシリーズ/テレビ映画部門を受賞した。